# Ingrid Sunyer
Ingrid Sunyer (Barcelona, 8 de febrero de 1990) es una periodista y presentadora de televisión española.

## Biografía
Ingrid nació el 8 de febrero en Barcelona. Licenciada en Periodismo por la Universidad de Staffordshire. Su primer trabajo fue como corresponsal y copresentadora en la emisora radiofónica de Barcelona, Som Ràdio donde formaba parte de la sección deportiva. Más tarde entró a trabajar para Prisa Radio como colaboradora de Fora de Joc presentado por Xavi Rodríguez en la emisora Ona FM.
También trabajó ese año en el grupo Atresmedia colaborando con el programa deportivo catalán Ona Esportiva emitido en Onda Cero. En esta etapa, Ingrid entrevista a deportistas como Gerard Piqué y Mireia Belmonte.
Antes de trasladarse a Madrid, aparece en la televisión catalana como comentarista en el programa La Ronda. Al poco tiempo dejó el mundo deportivo para vincularse a su gran pasión: la música.
En 2013 se trasladó a Madrid donde empezó su incursión en la industria musical en el grupo COPE en el que funda Megastar. Ingrid Sunyer empieza a trabajar en Starclub, un programa que congregaba todas las novedades musicales del mainstream, lo llamado un programa de Hot Hits. En esa etapa Ingrid entrevista a artistas de reconocimiento mundial como Justin Bieber, Selena Gómez o Enrique Iglesias. Al siguiente año Ingrid Sunyer vuelve a Prisa Radio, lo hizo en 40 Principales en la franja de la tarde rescatando la marca Lo+40.
Tras dos años de trabajo en 40 Principales, Ingrid decide vincularse a la televisión. En 2016 ficha por Movistar+ para presentar un magazín musical en el que se incluyen entrevistas con artistas nacionales e internacionales. Ese mismo año ficha como colaboradora en el programa de Tendencias de Ten TV junto a Vicky Martín Berrocal,

### Vida personal
Ingrid Sunyer fue pareja del conocido locutor y presentador de radio, Xavi Martínez. En 2016 se vieron envueltos en la polémica gala de Eurovisión.
Según fuentes muy cercanas a la pareja en 2018 y sin que la misma pareja lo confirme, se conoce la ruptura entre ambos.